# QS-Prüfzeichen

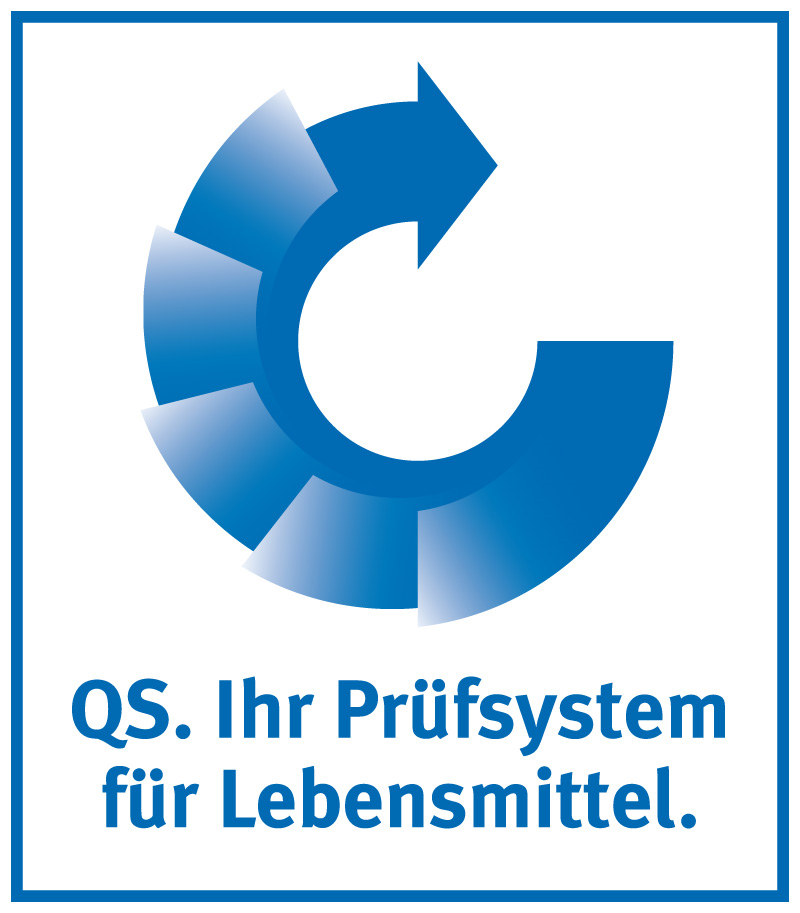
Das QS-Prüfzeichen

Das QS-Prüfzeichen kennzeichnet frische Lebensmittel wie Fleisch, Wurst, Obst, Gemüse und Kartoffeln. Voraussetzung ist die stufenübergreifende Einhaltung der gesetzlichen Anforderungen sowie darüber hinausgehender Kriterien. Vergeben wird es von der QS Qualität und Sicherheit GmbH. Das Unternehmen wird getragen von Verbänden aus der Land- und Ernährungswirtschaft.

## Prüfkriterien und Prüfung
Im Bereich Fleisch und Fleischwaren umfasst das QS-Prüfsystem Anforderungen an die Landwirtschaft, den Futtermittelsektor, die Schlachtung und Zerlegung, die Verarbeitung, die Logistik sowie den Lebensmittelhandel. Zwei Fachbeiräte (Rind- und Schweinefleisch sowie Geflügel), bestehend aus Experten und Mitgliedern der beteiligten Produktionsbereiche, bestimmen die Kriterien für das Prüfzeichen, formulieren Richtlinien über Prüfung und Überwachung und erstellen die Prüfvorgaben für die Zertifizierungsstellen.
Die Anforderungen im Bereich Obst, Gemüse und Kartoffeln umschließen die Erzeugung, die Bearbeitung, den Großhandel, die Logistik und den Lebensmitteleinzelhandel. Auch hier werden, analog zum Bereich Fleisch und Fleischwaren, sämtliche Prüfkriterien, Richtlinien und Prüfvorgaben von einem Fachbeirat bestimmt.
Die Prüfung wird lückenlos entlang aller Produktionsstufen vom Erzeuger bis zum Handel durchgeführt. Die Prüfergebnisse werden von der QS Qualität und Sicherheit GmbH in einer Datenbank gesammelt. Ziel ist eine durchgängige Rückverfolgbarkeit der Waren vom Lebensmitteleinzelhandel bis hin zum Futtermittellieferanten bzw. Erzeuger.
Das Kontrollsystem umfasst drei Stufen: die betriebliche Eigenkontrolle, die Kontrolle durch unabhängige Experten und die Kontrolle der Kontrolle. Die betriebliche Eigenkontrolle basiert im Wesentlichen auf der laufenden Dokumentation der Betriebsabläufe. Auf der zweiten Stufe wird von neutralen, akkreditierten Kontrollstellen, z. B. der DQS, SGS oder der IFTA AG Berlin, die Einhaltung der Prüfkriterien überprüft. Die Überprüfungen finden risikobasiert und teilweise unangekündigt statt. Mit der „Kontrolle der Kontrolle“ prüft die QS Qualität und Sicherheit GmbH oder eine von ihr beauftragte Institution die Arbeit der Kontrollstellen (Zertifizierungsstellen und Labore).
Die Teilnahme am QS-Prüfsystem ist für die Unternehmen freiwillig. Ausländische Unternehmen können nach den in Deutschland festgelegten und für Deutschland gültigen Kriterien teilnehmen. Verstöße innerhalb des Systems ahndet ein interner Sanktionsbeirat.

## Organisation
Nach der BSE-Krise wurde 2001 von Verbänden der konventionellen Lebensmittelwirtschaft die QS Qualität und Sicherheit GmbH für den Bereich Fleisch und Fleischwaren gegründet. Gesellschafter des Unternehmens sind der Deutsche Raiffeisenverband (DRV) für die Futtermittelindustrie, der Deutsche Bauernverband (DBV), der Verband der Fleischwirtschaft (VDF), der Bundesverband der Deutschen Fleischwarenindustrie (BVDF) und die Handelsvereinigung für Marktwirtschaft (HfM) für den Lebensmittelhandel. Die Systemkette Fleisch- und Fleischwaren umfasst 160.999 Betriebe, davon 22.193 im Ausland (Stand Januar 2020). Die Werbung übernahm zunächst die Centrale Marketing-Gesellschaft der deutschen Agrarwirtschaft (CMA).
2004 wurde die Fachgesellschaft Geflügel GmbH gegründet. Gesellschafter ist, neben der QS Qualität und Sicherheit GmbH, der Zentralverband der Deutschen Geflügelwirtschaft (ZDG). 5.694 Geflügel haltende Betriebe nehmen am QS-System teil, darunter 2.462 in europäischen Nachbarländern (Stand Januar 2020).
Ebenfalls 2004 wurde die Fachgesellschaft QS Obst-Gemüse-Kartoffeln GmbH gegründet. Gesellschafter dieses Unternehmens sind der Bundesausschuss Obst und Gemüse (BOG), die Bundesvereinigung der Erzeugerorganisationen Obst und Gemüse e. V. (BVEO), der Zentralverband Gartenbau e. V. (ZVG), die Union der Deutschen Kartoffelwirtschaft e. V. (UNIKA), der Deutsche Fruchthandelsverband (DFHV), der Verbond van Belgische Tuinbouwveilingen (VBT) sowie das Fresh Produce Centre. 37.033 Betriebe sind im Januar 2020 Systempartner im Bereich Obst, Gemüse und Kartoffeln, darunter 5.868 im Ausland.

## Beurteilung
An dem QS-Prüfzeichen und an der QS Qualität und Sicherheit GmbH wird von vielen Seiten öffentlich Kritik geäußert. Kern der Kritik ist, dass die Anforderungen für die Erteilung des QS-Prüfzeichens sich nur geringfügig von den gesetzlichen Anforderungen an die Lebensmittelproduktion unterscheiden. Daher wird tatsächlich am Ende eines aufwändig beschriebenen und öffentlich beworbenen Prüfungsprozesses im Wesentlichen die Einhaltung der geltenden Gesetze bestätigt. Die Prüfhöhe ist insoweit gering.
Die Organisation Foodwatch bemängelt, dass das QS-Prüfzeichen beim Verbraucher bessere Haltungsbedingungen und ein Mehr an Qualität suggeriere, was aber durch einmal im Jahr durchgeführte und angekündigte Kontrollen nicht gewährleistet werden könne.
Das Magazin Öko-Test hat 2010 im Sonderheft "Kompass Gütesiegel" das QS-Prüfzeichen bewertet. Demnach prüfe QS zwar überwiegend nur die gesetzlichen Anforderungen, allerdings werden diese häufiger kontrolliert als durch den Staat. Laut Öko-Test habe sich das QS-Zeichen vom Vertrauenssiegel für Verbraucher deshalb zu einer "übergeordneten privaten Qualitätssicherung der Industrie" gewandelt, die einige Firmen sogar nutzen, ohne das Zeichen zu verwenden.
Die Verbraucher Initiative bewertet das QS-Prüfzeichen trotz einer engen Verbindung zwischen Zeichengeber und Zeichennehmern und der großen Einflussmöglichkeiten der Zeichennehmer auf die Kriterienentwicklung und Zeichenvergabe aufgrund des umfassenden Kontrollsystems als grundsätzlich glaubwürdig. Es trage wesentlich zur Verbesserung der Qualität von Lebensmitteln bei.